# Anaklet Reiffenstuel
Anaklet Reiffenstuel (1642 – 1703) è stato un teologo tedesco.

Jus canonicum universum, 1746 (Fondazione Mansutti, Milano).

Nato in Baviera vicino al Tirolo, entrò nell'ordine francescano con il nome di Anaklet (nato Johann Georg). Si dedicò alla docenza della teologia morale, della filosofia e del diritto canonico. Scrisse importanti opere di divulgazione, in particolare la Theologia moralis e lo Ius canonicum universum, di cui le edizioni veneziane sono le più complete. Le sue opere hanno influenzato a lungo le decisioni della Sacra Rota.